# Marcgravia schippii
Marcgravia schippii är en tvåhjärtbladig växtart som beskrevs av Paul Carpenter Standley. Marcgravia schippii ingår i släktet Marcgravia och familjen Marcgraviaceae. Inga underarter finns listade i Catalogue of Life.